# اردوکشی نادرشاه به سند
اردوکشی به سند یکی از آخرین عملیات‌های نظامی نادرشاه در جریان حمله او به هند بود. نادر پس از پیروزی خود در برابر امپراتوری گورکانی، تمام مناطقِ غرب رود سند را به شاهنشاهی ایران ضمیمه کرد. او در مسیر بازگشت به ایران، تمام فرمانروایان مناطق فتح شده را به حضور خود فراخواند و آن‌ها نیز با هدایای بسیار به پیشواز او آمدند؛ همه به جز خدایارخان، فرمانروای منطقه سند.
نادر نیز به سمت هندوکش به راه افتاد و پس از طی کردن ۱٬۷۰۰ کیلومتر در دو ماه، به قلمروی خدایار خان تاخت. او که هیچ راهی برای جمع‌آوری نیرو یا درخواست کمک نمی‌دید، خود را به شاه تسلیم کرد. نادر او را به زنجیر کشید و تمام خزانه‌اش را تصاحب کرد. پس از اظهار ندامت توسط خدایارخان، نادرشاه وی را مجدداً به‌عنوان فرمانروای سند برگزید.